# Championnats d'Afrique de lutte 1988
Navigation
Édition précédente Édition suivante
Les championnats d'Afrique de lutte 1988 se déroulent en avril 1988 à Tunis, en Tunisie. Seules des épreuves masculines de lutte libre et de lutte gréco-romaine sont disputées.

## Podiums

### Lutte libre
| Catégories | Or                       | Argent                    | Bronze                   |
| ---------- | ------------------------ | ------------------------- | ------------------------ |
| 48 kg      | Amos Ojo (NGA)           | Rafik Ben Hamadi (ALG)    | Said Abdelwahed (EGY)    |
| 52 kg      | Lame Garba (NGA)         | Mandour Douissi (TUN)     | Tarek Abderrahmen (EGY)  |
| 57 kg      | Mourad Zalfani (TUN)     | Kacem Bouallouche (MAR)   | Austine Atasie (NGA)     |
| 62 kg      | Salim Hilmi (EGY)        | Eugene Osuegbu (NGA)      | Abdelkader Bahloul (TUN) |
| 68 kg      | Issam Abdelazim (EGY)    | Hassan Said Souaken (MAR) | Kais Ben Salah (TUN)     |
| 74 kg      | Monday Eguabor (NGA)     | Said Ahmed Mohsen (EGY)   | Jamel Ichambaz (ALG)     |
| 82 kg      | Victor Kodei (NGA)       | Abdelkader Salah (EGY)    | Barthelmy Nto (CMR)      |
| 90 kg      | Christian Iloanusi (NGA) | Zouhair Seghaier (TUN)    | Jakey Abdellah (EGY)     |
| 100 kg     | Jackson Bidei (NGA)      | Jaber Ali Said (EGY)      | Abdallah R'Houma (TUN)   |
| + 100 kg   | Brahim Ahmed (EGY)       | Christopher Francis (NGA) | Mongi Jemil (TUN)        |

### Lutte gréco-romaine
| Catégories | Or                          | Argent                  | Bronze                          |
| ---------- | --------------------------- | ----------------------- | ------------------------------- |
| 48 kg      | Aouad Abdelmalek (MAR)      | Ali Tlili (TUN)         | Ali Ahmed Nagib (EGY)           |
| 52 kg      | Samir Abdelfattah (EGY)     | Ali Houimli (TUN)       | Mohamed Kiribi (MAR)            |
| 57 kg      | Mehdi Chaambi (MAR)         | Saadoudi Bouallem (ALG) | Abderrahmane Jamelleddine (EGY) |
| 62 kg      | Habib Lakhal (TUN)          | Ibrahim Loksairi (MAR)  | Ali Hassan Hassan (EGY)         |
| 68 kg      | Khalef Abdellatif (EGY)     | Souaken Said (MAR)      | Abdelkarim Naamani (ALG)        |
| 74 kg      | Hassin Jaber Saber (EGY)    | Lofti Jendoubi (TUN)    | Nasser Tatjer (SEN)             |
| 82 kg      | Moustafa Ramadan (EGY)      | Oumar N'Gom (SEN)       | Abdallah Attar (MAR)            |
| 90 kg      | Brahim Kamel (EGY)          | Moustapha Guèye (SEN)   | Abdallah R'Houma (TUN)          |
| 100 kg     | Ahmed Mohamed (EGY)         | Ambroise Sarre (SEN)    | Khalifa Ben Nasseur (TUN)       |
| + 100 kg   | Mohamed Khalil Hassen (EGY) | Mongi Jemil (TUN)       | Mamadou Sakho (SEN)             |